# Uta Frommater
Uta Frommater   (Oldenburg, 12 de desembre de 1948) és una nedadora alemanya, especialista en braça, ja retirada, que va competir sota bandera de la República Federal Alemanya durant les dècades de 1960 i 1970.
El 1968 va prendre part en els Jocs Olímpics d'Estiu de Ciutat de Mèxic on va disputar dues proves del programa de natació. Fent equip amb Angelika Kraus, Heike Hustede i Heidemarie Reineck guanyà la medalla de bronze en els 4x100 metres estils, mentre en els 100 metres braça fou quarta.
En el seu palmarès també destaca una medalla de plata i una de bronze en els 100 metres braça i 4x100 metres estils respectivament del Campionat d'Europa de natació de 1970. A nivell nacional va guanyar set campionats nacionals de la RFA: el 1965 i de 1967 a 1969 en els 100 metres braça, i de 1967 a 1969 en els 200 metres.
El 1968 fou guardonada amb el Silver Bay Leaf, el premi esportiu més important d'Alemanya.